# Sebastián Clotet
Sebastián Carlos Clotet (Nogoyá, Entre Ríos, 17 de septiembre de 1972) es un exfutbolista argentino que jugaba como volante.

## Trayectoria

### Unión
Clotet debutó en con la camiseta de Unión en 1993. En 1996 se logró el ascenso a Primera División al derrotar a Instituto en la final por el segundo ascenso. Jugó con la camiseta del tatengue hasta 1997.

### Lanús
A mediados 1997 pasó a Lanús. En su primer año llegó a la final de la Copa Conmebol, pero cayó ante Atlético Mineiro. Su primera etapa en el club duró hasta 1999 y en el año 2001 tuvo un breve paso.

### Las Palmas
En 1999 tuvo su primera experiencia en el extranjero, cuando se sumó a Las Palmas.

### Atlético Tucumán
Para la temporada 2001/02 se mudó a San Miguel de Tucumán y se sumó a Atlético Tucumán. Disputó una temporada con la camiseta del decano.

### Oriente Petrolero
En 2002 tuvo un breve paso por Oriente Petrolero.

### Aurora
En el año 2003 pasó a Aurora, donde jugó un año.

### Ben Hur
Volvió a Argentina en 2004 y se sumó a Ben Hur.

### Patronato
De cara a la temporada 2005/06 se unió a Patronato, el cual fue el último club de su carrera.

## Clubes
| Club              | País      |
| ----------------- | --------- |
| Unión             | Argentina |
| Lanús             | Argentina |
| Las Palmas        | España    |
| Atlético Tucumán  | Argentina |
| Oriente Petrolero | Bolivia   |
| Aurora            | Bolivia   |
| Ben Hur           | Argentina |
| Patronato         | Argentina |